# Новомова
Новомова (англ. Newspeak) — штучна мова з роману-антиутопії Джорджа Орвелла «1984». У романі новомовою називається мова, яка була створена тоталітарним режимом партії «АНГСОЦ». Новомова спотворена партійною ідеологією та партійно-бюрократичними лексичними зворотами, в якій слова втрачають своє первісне значення і мають цілком протилежний (наприклад, «Війна — це мир»), нерідко безглуздий зміст.
У романі новомова трактується як «єдина світова мова, словник якої щороку скорочується». Орвелл включив до роману як додаток есе «Про новомову», в якому пояснюються базові принципи побудови мови. Новомова в Орвелла утворюється з класичної англійської мови методом істотного скорочення й спрощення лексики та граматичних правил. Мова в романі покликана унеможливити опозиційне мислення («думкозлочин») через виключення слів або виразів, які описують поняття свободи, революції і т. д. Один із персонажів роману про це зазначає: «Це прекрасно — знищувати слова».
Англійська мова у новомові трактується як «старомова». Старомова в романі мала бути планово повністю витіснена новомовою до 2050 року.
Моделлю для побудови новомови слугували офіційні документи тоталітарних режимів Третього рейху та сталінського СРСР часів Джорджа Орвелла. Походження новомови пов'язано з плановою мовою «бейсік інґліш», використання якої Орвелл пропагував з 1942 по 1944, а згодом відрікся від неї в есе «Політика і англійська мова». В цій праці він розкритикував якість тодішньої англійської мови, навів приклади зникаючих метафор, претензійного красномовства і безглуздих слів, які спричинюють розмивання сенсу понять, породжують брак логіки у висловлюваннях.

## Основні принципи Новомови
Основними рисами новомови, окресленими Орвеллом в додатку до роману «1984», є такі:

### Поділ лексики на три словники за сферою вжитку
Словник A включав тільки ті слова, вживання яких украй необхідно в повсякденному житті. Словник A складався майже повністю зі звичайних слів старомови, очищених від неточностей і смислових відтінків, і надавав засоби лише для вираження думок про найпростіші фізичні дії і матеріальні об'єкти. У ньому не було слів, що уможливлюють абстрактне мислення.
Словник B складався зі слів, спеціально змодельованих для вираження політичних або етичних понять. Саме в цьому словнику найяскравіше виявляються всі основні принципи новомови.
Словник C був допоміжним, у нього включалися лише наукові й технічні терміни, якими послуговуються фахівці конкретної сфери. Терміни були очищені від двозначностей і практично не перетиналися з лексемами інших словників.

### Ліквідація смислових відтінків і скорочення словника
Новомова була змодельована таким чином, щоб її словами легко можна було висловити дозволені ідеологією значення, але не можна ні прямо, ні побічно висловити всі інші. Для цього з неї виключалися слова, що мають небажані значення, а ті, які зберігалися, були очищені від усіх «зайвих» значень. Орвеллом наводиться такий приклад:

Слово «вільний» в новомові залишалося, але його допускалося використовувати лише в таких висловлюваннях, як «вільні чоботи», «туалет вільний». Воно не вживалося в старому значенні «політично вільний», «інтелектуально вільний», оскільки свобода думки і політична свобода не існували навіть як поняття, а отже, не потребували ніяких трактувань.

Метою новомови було звуження меж людського мислення, для чого словниковий запас мови зводився до мінімуму: якщо без слова можна було обійтися, його не мало бути в словнику новомови.

### Нав'язування словами певної політичної позиції
Новомова в романі унеможливлювала будь-які відхилення від політичної лінії Партії. Це досягалося тим, що поняття новомови мали тільки максимально допустимий діапазон слів. Збіднення мови стосувалося і понять, насаджуваних офіційною ідеологією (багато її складників охоплював єдиний термін «ангсоц»). Особливо це притаманне для ідеологічно шкідливих понять. Орвелл пише, що всі слова, пов'язані з поняттями «свобода» і «рівність» замінялися одним словом «думкозлочин» (англ. crimethink), з поняттями «раціоналізм» і «об'єктивність» — словом «стародумка» (англ. oldthink), з усіма різновидами статевих взаємин, крім природного статевого акту з метою зачаття і без фізичного задоволення для жінки — словом «злосекс» (англ. sexcrime). Відтак, якщо у людини виникала думка, пов'язана з якимось із цих понять, то не вистачало слів, щоб її висловити, крім термінів на позначення шкідливості такої думки.
Засобами нав'язування певної політичної позиції в новомові слугували також скрайні евфемізми, завдяки яким пряме значення слова отримувало протилежне значення: «радтаб» (англ. joycamp), табір радості — каторжний табір, «мінімир» (англ. Minipax), міністерство миру — міністерство війни. Крім того, створювалися слова, які поєднували два протилежних значення («біло-чорний»): щодо спільників вони вживалися в позитивному сенсі, щодо ворогів — цілком негативному.

### Граматика мови
Будь-яке слово може використовуватись як дієслово, іменник, прикметник або прислівник. Так, слово knife має значення дієслова різати та іменника ніж і заміняє окреме дієслово cut.
Прикметники утворюються додаванням суфікса –ful (speedful). Такі прикметники, як good, strong, black, big, soft, збереглися, але їх залишилось небагато. Прислівники ж утворюються за допомогою додавання закінчення -wise, тому жодного із сьогоднішніх прислівників, крім тих, які вже мали закінчення на -wise, не збереглось. Тому слово well замінене на goodwise.
За допомогою префікса un- можна будь-яке слово наділити негативним значенням. Так, прикметник warm втрачає свою вагу поряд з прикметником uncold. Для ефекту підсилення у Новомові використовуються префікси plus- і doubleplus-, що заміняють нам прислівники дуже та надзвичайно.
Усі дієслова утворюють минулий час лише за допомогою закінчення -ed, тому steal у минулому часі буде steled (а не stole), а «думати» у минулому буде thinked, а не thought. Усі форми множини утворюються додаванням -s або -es залежно від фонетики слів. Множина таких слів, як man, ox, life буде mans, oxes, lifes, а не men, oxen, lives.

## Використання терміна в реальності
Після початку широкого російського вторгнення в Україну 24 лютого 2022 року, українські ЗМІ нерідко називають новомовою повідомлення, змінені російською цензурою. В російських ЗМІ виправдання агресії та приховування втрат зумовило підміну одних слів і виразів іншими, більш нейтральними. Наприклад, замість «війна» вживається «спеціальна воєнна операція», замість «пожежа» — «задимлення», замість «вибух» — «хлопок», замість «зниження» — «від'ємне зростання».
Іноді противники політкоректності називають її «Новомовою Заходу».
Вони вважають політкоректність інструментом редагування мови та культури, відповідно вимог меншин.